# Comté de Hinds
Le comté de Hinds est situé dans l’État du Mississippi, aux États-Unis. Il comptait 250 800 habitants en 2000. Ses sièges sont Jackson et Raymond.